# Herbert Giersch

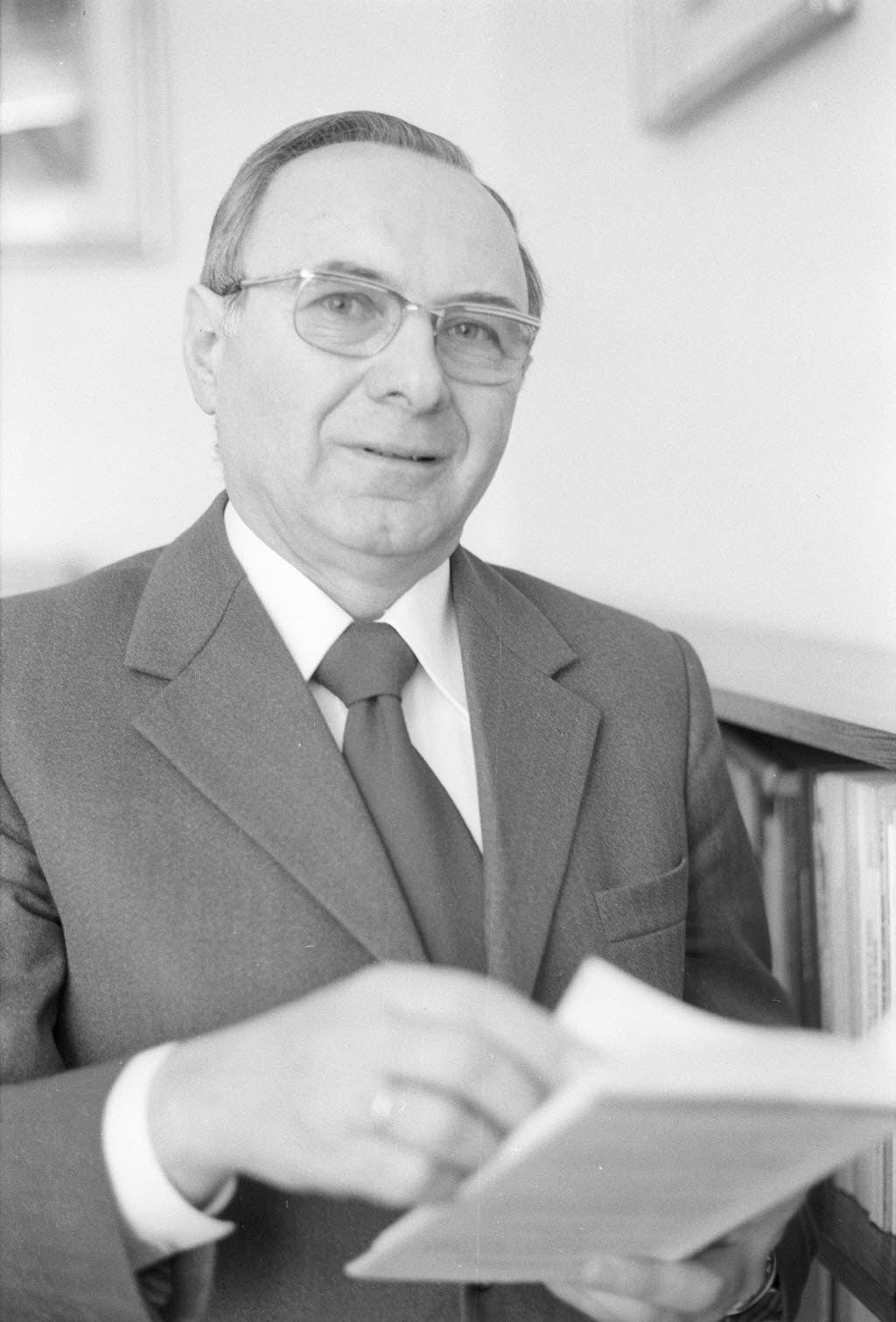
Herbert Giersch (1974)

Herbert Giersch (* 11. Mai 1921 in Reichenbach, Provinz Niederschlesien; † 22. Juli 2010 in Saarbrücken) war ein deutscher Ökonom.

## Leben
Giersch studierte von 1939 bis 1942 Volkswirtschaftslehre in Breslau und Kiel und wurde 1948 an der Westfälischen Wilhelms-Universität in Münster, an der er seit 1947 als Assistent tätig war, mit einer Arbeit über „den Ausgleich der Kriegslasten vom Standpunkt der sozialen Gerechtigkeit“ zum Dr. rer. pol. promoviert. Ab 1948 war Giersch Fellow an der London School of Economics and Political Science und arbeitete als Referent für die Organisation for European Economic Co-operation, OEEC in Paris (1950 bis 1951 und 1953 bis 1954). 1950 habilitierte er sich, von 1951 bis 1953 war er als Privatdozent an der Westfälischen Wilhelms-Universität tätig. 1954 und 1955 war er Lehrstuhlvertreter an der Technischen Hochschule Braunschweig. 1955 wurde er zum ordentlichen Professor an der Universität des Saarlandes berufen. Er war Gastprofessor an der Yale University (1962 und 1977 bis 1978).

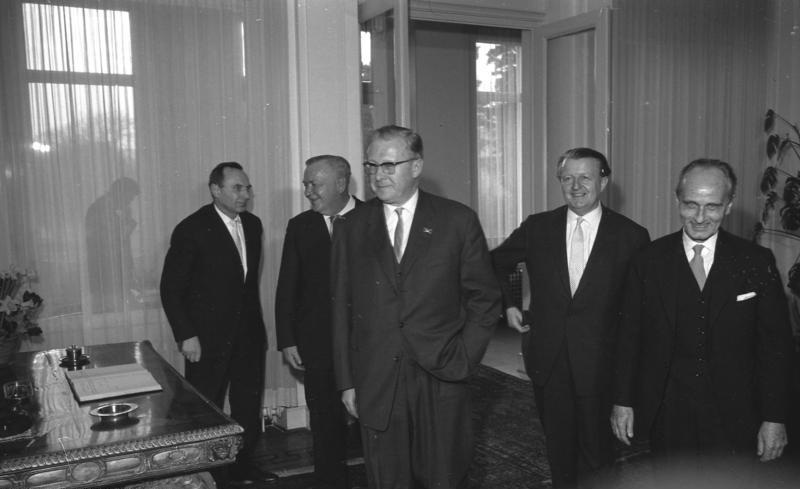
Herbert Giersch (links) und die übrigen Mitglieder des Sachverständigenrats, Februar 1964

Herbert Giersch wurde 1964 als Gründungsmitglied in den Sachverständigenrat zur Begutachtung der gesamtwirtschaftlichen Entwicklung berufen und prägte bis 1970 maßgeblich die Arbeit dieses Gremiums und die jährlichen Gutachten. Giersch prägte den Begriff der „Konzertierten Aktion“ – wurde später jedoch zum Angebotstheoretiker.
1969 wechselte Giersch als Ordinarius an die Christian-Albrechts-Universität zu Kiel und wurde als Nachfolger Erich Schneiders gleichzeitig Präsident des dortigen Instituts für Weltwirtschaft. Beide Positionen hatte er bis 1989 inne. Von 1986 bis 1988 war er Präsident der Mont Pèlerin Society.
Giersch prägte 1985 den Begriff der Eurosklerose für die Beschreibung der Politik Europas in den 70er und 80er Jahren und war Mitunterzeichner des eurokritischen Manifests Die währungspolitischen Beschlüsse von Maastricht: Eine Gefahr für Europa (1992). Des Weiteren geht der Begriff des „Diktats der leeren Kassen“ auf ihn zurück, womit Giersch eine politische Strategie beschreibt, um ein Kürzen der Staatsausgaben gegen Widerstand durchzusetzen. Statt sozialpolitische Ausgaben direkt zu kürzen, empfahl Giersch die Einnahmenseite des Staates durch Steuersenkungen zu schmälern und so seinen Spielraum zu verkleinern.
Giersch war in zahlreichen wissenschaftlichen Organisationen engagiert. Er war von 1960 bis 2007 Mitglied im Wissenschaftlichen Beirat beim Bundesministerium für Wirtschaft und Technologie. Giersch war seit 1991 Mitglied im Orden Pour le Mérite für Wissenschaft und Künste. Nach ihm ist die Herbert-Giersch-Stiftung mit Sitz in Frankfurt am Main benannt.

## Ehrungen und Auszeichnungen
- 1977: Großes Bundesverdienstkreuz
- 1977: Ehrendoktorwürde  der Friedrich-Alexander-Universität Erlangen-Nürnberg
- 1983: Ludwig-Erhard-Preis
- 1983: Korrespondierendes Mitglied der British Academy[5]
- 1984: Ehrendoktorwürde der Universität Basel
- 1987: Ausländisches Mitglied der Königlich Schwedischen Akademie der Ingenieurwissenschaften
- 1989: Großes Bundesverdienstkreuz mit Stern
- 1989: Paolo Baffi International Prize for Economics
- 1993: Ehrendoktorwürde der Universität des Saarlandes
- 1994: Großes Bundesverdienstkreuz mit Stern und Schulterband
- 1998: Joachim-Jungius-Medaille
- 2000: August-Lösch-Ehrenring
- 2003: Wissenschaftspreis der Landeshauptstadt Kiel
- 2003: Prognos-Preis

## Schriften
- Allgemeine Wirtschaftspolitik I. Grundlagen, Gabler Nachdruck 1991 (1960/1977), ISBN 3-409-58281-9
- Kontroverse Fragen der Wirtschaftspolitik, Piper, München 1971, ISBN 3-492-00321-4.
- Im Brennpunkt: Wirtschaftspolitik. Kritische Beiträge 1967 bis 1977, Deutsche Verlagsanstalt, Stuttgart 1978, ISBN 3-421-01874-X.
- Allgemeine Wirtschaftspolitik II. Konjunktur- und Wachstumspolitik in der offenen Wirtschaft, Gabler 1983, ISBN 3-409-60232-1
- Gegen Europessimismus. Kritische Beiträge 1977 bis 1985, Deutsche Verlagsanstalt, Stuttgart 1986, ISBN 3-421-06334-6.
- The world economy in perspective. Essays on international trade and European integration, Elgar, Aldershot 1991, ISBN 1-85278-457-1.
- Abschied von der Nationalökonomie. Wirtschaften im weltweiten Wettbewerb, Frankfurter Allgemeine Zeitung Verlag, Frankfurt am Main 2002, ISBN 3-89843-062-6
- Die offene Gesellschaft und ihre Wirtschaft. Aufsätze und Kommentare aus fünf Jahrzehnten, Murmann, Hamburg 2006, ISBN 3-938017-32-5